# Mare de Déu i Nen entronitzats (Van der Weyden)
La Mare de Déu i Nen entronitzats (o la Madonna Thyssen) és una petita pintura en oli sobre taula del roure atribuïda a l'artista flamenc Rogier i datat aproximadament entre 1430–1432. Està relacionat a la seva Madonna dempeus completat durant el mateix període. Podria haver estat l'ala esquerra d'un díptic posteriorment desmantellat, potser amb un Sant Jordi i el drac actualment a Washington. Mostra una influència considerable de Robert Campin, qui va ser mestre de Van der Weyden, notablement en l'arquitectura de la fornícula, el tipus facial, el cabell i el pit exposat de la Verge, i l'ús de figures escultòriques pintades en grisalla.
La imatge és altament compacta des d'un punt de vista temporal, i conté imatgeria de profetes, l'Anunciació a Maria, el naixement de Jesús, l'epifania, la resurrecció de Jesús i la coronació de Maria. L'obra és generalment acceptada com la més primerenca obra existent de Van der Weyden, i és una de les tres obres atribuïdes que mostra la Verge i el nen tancats en una fonícula. Com a feina primerenca, delata les seves influències, notablement de Campin i Jan van Eyck; especialment alguns motius manllevats del del retaule de Gant, d'aquest darrer pintor].

## Díptic

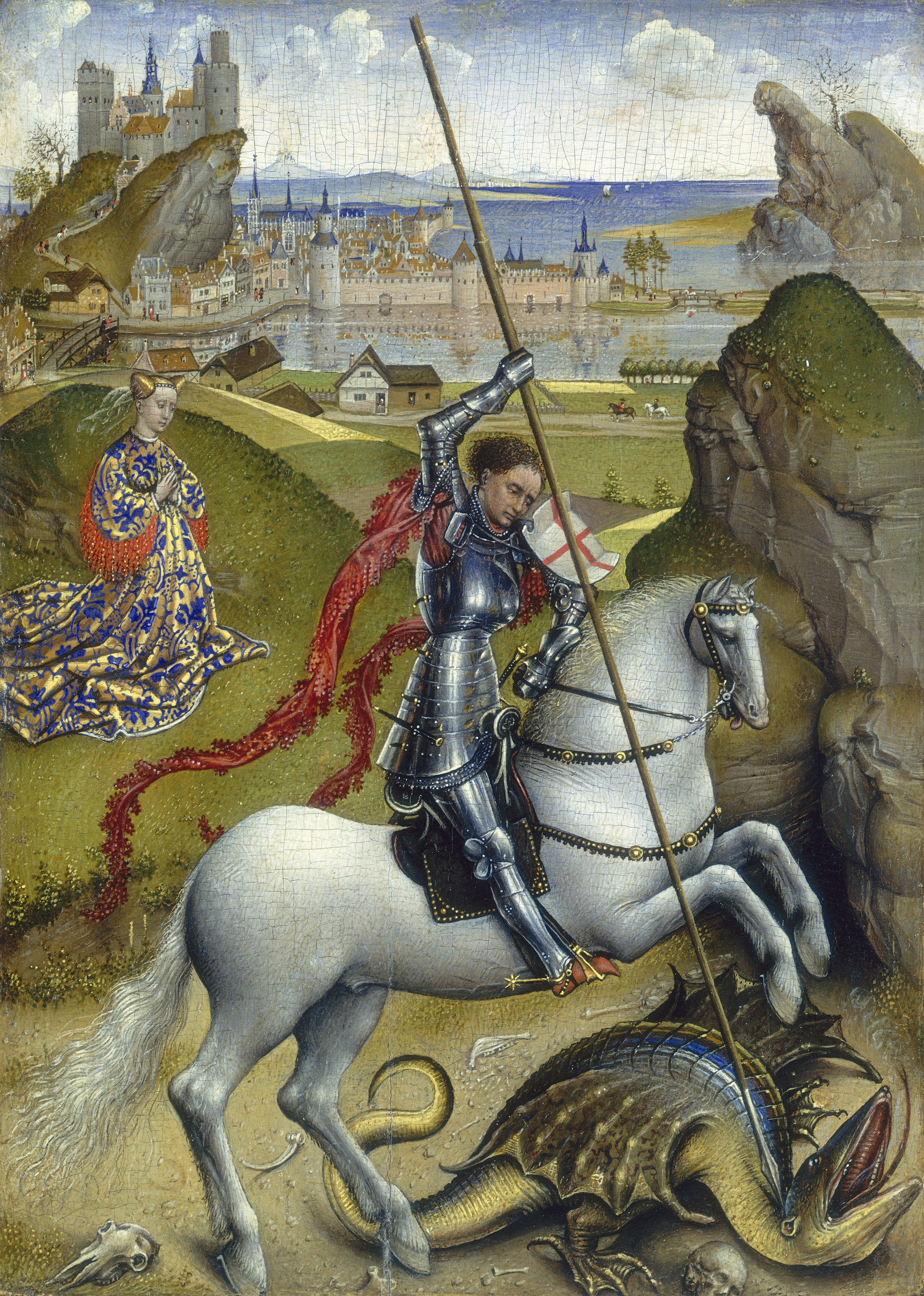
Sant Jordi i el drac, oli sobre taula, 1432–1435. Galeria Nacional d'Art, Washington.

Alguns historiadors d'art han especulat que es tracti de l'ala esquerra d'un díptic  desmantellat, què tenia el Sant Jordi i el drac de 1432–1435 a l'ala dreta. En aquella obra, Sant Jordi al centre i mirant cap a la dreta fa front i mata el drac davant d'una tranquil·la princesa líbia. Tot i que la combinació d'imatges del díptic podria semblar inversemblant i incongruent, està generalment acceptat que la Madonna dempeus formava part del mateix díptic que la taula de Santa Caterina d'Alexandria que hi ha a Viena.
Shirley Blum suggereix que Van der Weyden estava establint una juxtaposició entre l'ambientació d'altres Verge amb el Nen i l'entorn terrenal i historicista dels sants. En ambdós plafons subsidiaris, els sants miren a cap a dins i lluny de la pintura de la dreta. En ambdós, estan col·locats dins de paisatges plenament realistes, situant-los dins un reialme terrenal. En contrast, en ambdós plafons del costat esquerre, la Madonna i el Nen estan col·locats frontalment (tot i que evitant el contacte visual) i aïllats dins la grisalla freda d'espais arquitectònics. Blum descriu la parella com servint per col·locar cada sant "com a 'testimoni viu' respecte a la presència estàtica, eterna de la Verge i el Nen.
Ella continua afirmant que, "Només en aquestes obres primerenques trobem aquest tipus de solució òbvia. En l'època del Davallament i de la Madonna Durán, Van der Weyden ja havia realitzat simbolismes i significats més complexos en barrejar efectes temporals i intemporals".

## Descripció

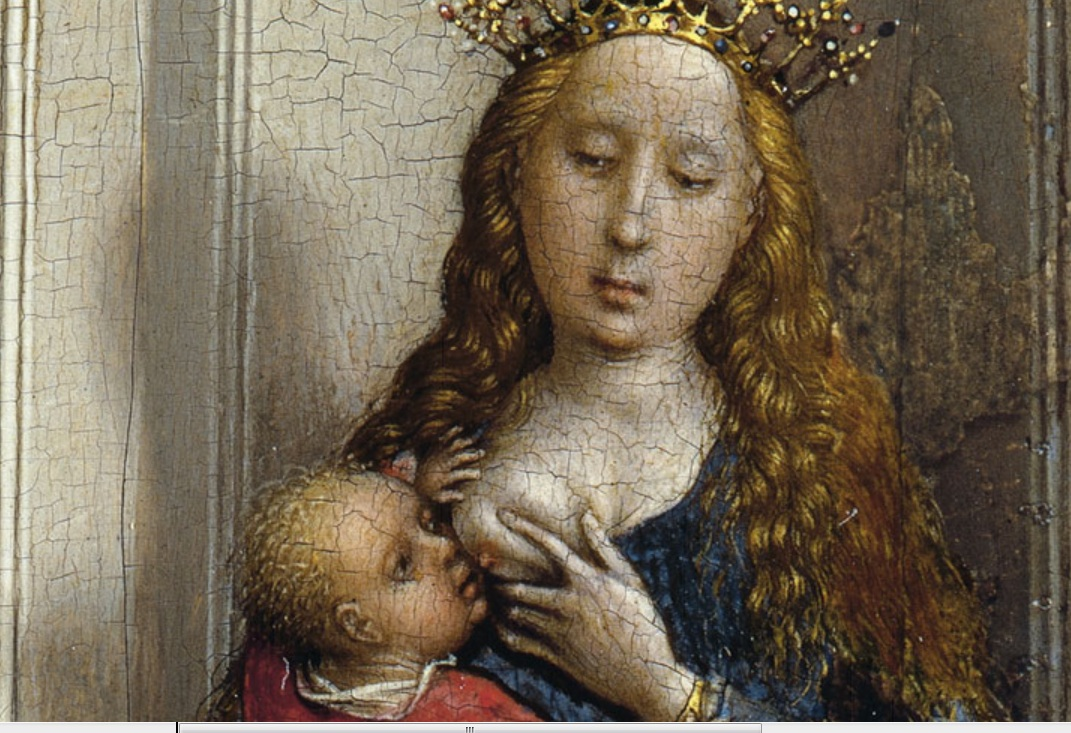
Detall

La pintura és una Madonna Lactans i amb els seus 18,5 × 12 cm, és l'obra existent més petita de Van der Weyden. Està banyat per una llum molt suau, influència de Van Eyck. Entrant des de la dreta, la llum projecta l'ombra del cap de Maria i de l'infant en la paret de la fornícula. La Verge i el Nen es mostren asseguts en una petita capella gòtica o oratori que sobresurt de la paret i s'obre a un jardí. La pintura presta molta atenció als petits detalls realistes; per exemple, hi ha quatre petits forats per sobre de cada arc, probablement destinades a sostenir la bastida. Hi ha alguna diferència en la simetria entre els costats esquerre i dret de la pintura. Això és més notori en el contrafort. A més, l'alè del contrafort contradiu la profunditat espacial, més estreta que l'ocupat per la Verge i el Nen. Ward assenyala que això és un problema amb l'escorç amb el que Campín també va lluitar, encara que Van der Weyden va superar en la seva obra madura.
Deliberadament, Van der Weyden representa la capella de forma clarament petita i poc realista amb la intenció de mantenir la preponderància de la Mare de Déu sobre el seu santuari, mentre que simbòlicament representa l'Església i tota la doctrina de la Redempció. És una de les tres obres existents de Van der Weyden on la Madonna i el Nen estan situats d'aquesta forma.
No obstant això, en aquesta obra destaca per inusual que la fornícula aparegui com una característica separada dins la imatge, en comparació amb les altres dues obres on es troba al costat de la pintura, gairebé com a part del marc. Aquesta és una de les raons per les quals es creu que és anterior a La Madonna dempeus.

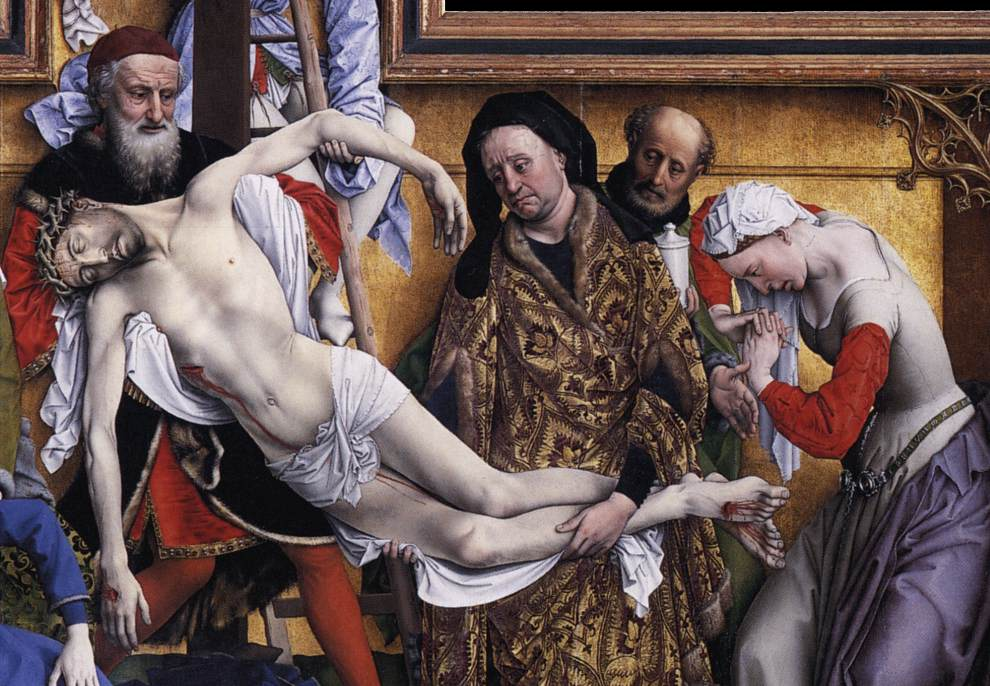
En el seu Davallament de la Creu, la carn i la sang de les figures agafen un aspecte clarament escultòric

La Verge sembla massa gran en comparació amb l'edicle on està asseguda; un element molt Eyckià, que més tard va tornar a aparèixer en el seu Davallament del Prado. El seu cabell ros és il·limitada i cau sobre les espatlles i fins als seus braços. Traint la influència de Campin, estan pentinats per darrere les orelles. Porta una corona com a Reina del Cel i un anell en un dit com la Núvia de Crist. Reforçant aquest simbolisme, el color blau de la seva roba al·ludeix a la seva devoció i fidelitat pel seu fill.
Els plecs nítids del seu vestit són una reminiscència dels llargs, entrellaçats i corbats vestits de l'escultura gòtica.
Crist va vestit amb una peça de color vermell, a diferència dels bolquers que fa servir generalment a les representacions infantils de la Verge i el Nen del segle xv.
Aquesta pintura representa una de les dues excepcions en què el Nen està totalment vestit; l'altra és un dels Panells de Flémalle amb la Mare de Déu i el Nen de Robert Campin, a Frankfurt, on se'l representa amb roba blava.
Com en altres taules primerenques amb Madonna de Van der Weyden, el seu cap és lleugerament massa gran pel seu cos. El seu vestit està arrugat i s'assembla als plecs nítids, com de paper, associats amb l'art del nord de l'època. No obstant això, la descripció de la seva falda conté inconsistències també observables en la Mare de Déu amb el Nen a la llar de foc, de Campín. La falda de la Madonna sembla desaparellada, com si només tingués una cama. Això sembla reflectir la dificultat del jove artista, tant amb l'escorç com a representar un cos sota la roba.

## Iconografia

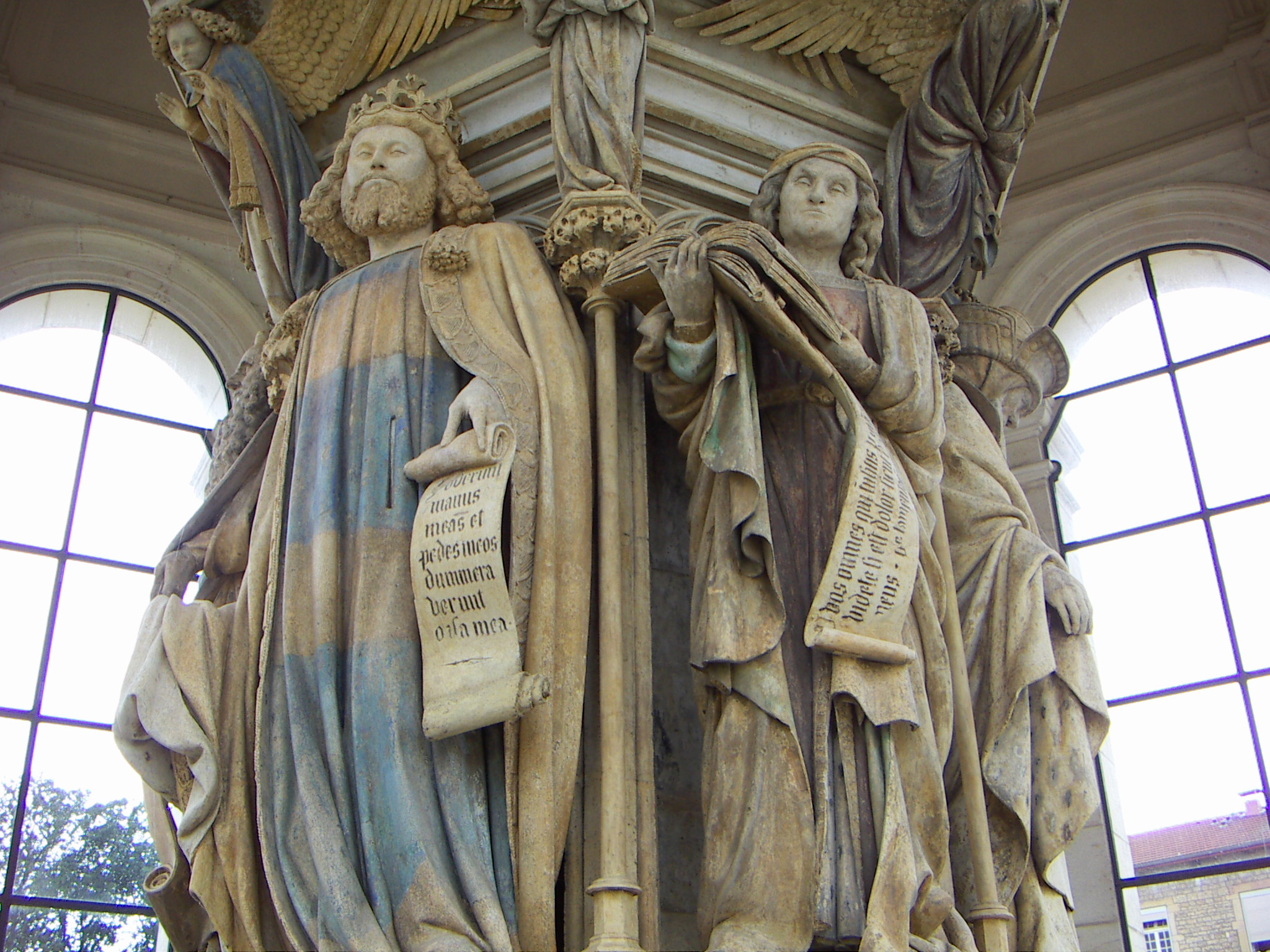
Detall del Pou de Moisès de Claus Sluter, c. 1395–1403, Cartoixa de Champmol.

L'obra és rica en simbolisme i elements iconogràfics, de forma molt més pronunciada que a La Madonna dempeus. Un lliri creix al costat de l'edicle, representant el dolor de la Mare de Déu de la Passió, i a l'altre costat una aquilegia, recordant els Dolors de Maria. L'ús simbòlic de les flors és un altre cop un motiu Eyckià. Mentre poden semblar incompatibles amb l'enquadrament arquitectònic, això era probablement l'efecte que Van der Weyden buscava.
La llinda conté sis relleus d'escenes del Nou Testament mostrant la vida de Maria. Els primers quatre: l'Anunciació, la Visitació, la Nativitat i l'Adoració del Mags, s'associen amb la maternitat i infància. Els segueixen la Resurrecció i la Pentecosta. A la part central, damunt una "passiflora", se situa la Coronació de la Verge.

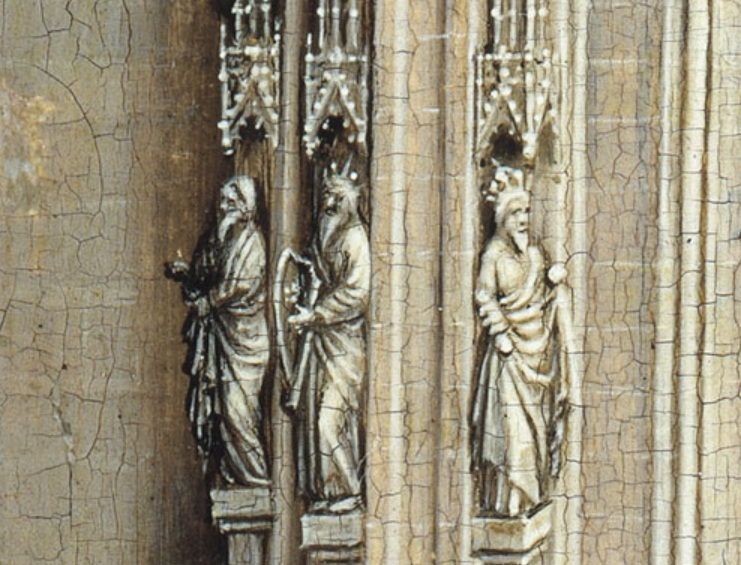
Detalla mostrant les figures a l'esquerra de la Verge. David sosté una arpa en el centre.

El brancals de tots dos costats de la Verge estan adornats amb les estàtues que representen els profetes de l'Antic Testament. Les figures són majoritàriament inidentificables; tan sols el David, ubicat el segon a l'esquerra, es pot identificar perquè porta una arpa. Es poden fer deduccions raonables sobre les altres figures, basant-se en la seva situació amb relació a la representació típica dels personatges bíblics. El personatge barbut a la seva esquerra és probablement Moisès, l'home amb gorra a la dreta de David probablement és el "profeta ploraner" Jeremies. Al costat oposat, les figures exteriors podrien ser els profetes Zacaries i Isaïes.
En retratar aquestes figures en grisalla, Van der Weyden fa una distinció entre el terrenal, que es representa com a carn, i allò diví, representat congelat en el temps, com la imitació d'escultura. Blum creu que aquestes figures varen ser relegades a elements arquitectònics per a evitar farcir la imatge devocional central. La disposició d'aquests sis xifres pot haver estat influenciat pel Pou de Moisès de Claus Sluter a la Cartoixa de Champmol, el qual té un alineament similar. A Champmol els profetes representen els jutges de Crist (Secundum legem debet mori), relacionant-se amb la crucifixió. En els treballs de Van der Weyden, per contra, s'associen amb la Verge. Els motius de les figures retratades dins fornícules tenen una llarga tradició en art del nord; tanmateix, la representació com a escultura va ser única als anys 1420 i 1430, una innovació molt notable en el Retaule de Gant de Jan van Eyck. Aquest treball és potser, al seu torn, derivat del Sant Jaume i Santa Clara de Campin de 1420, ara en el Museo del Prado, Madrid.

## Atribució

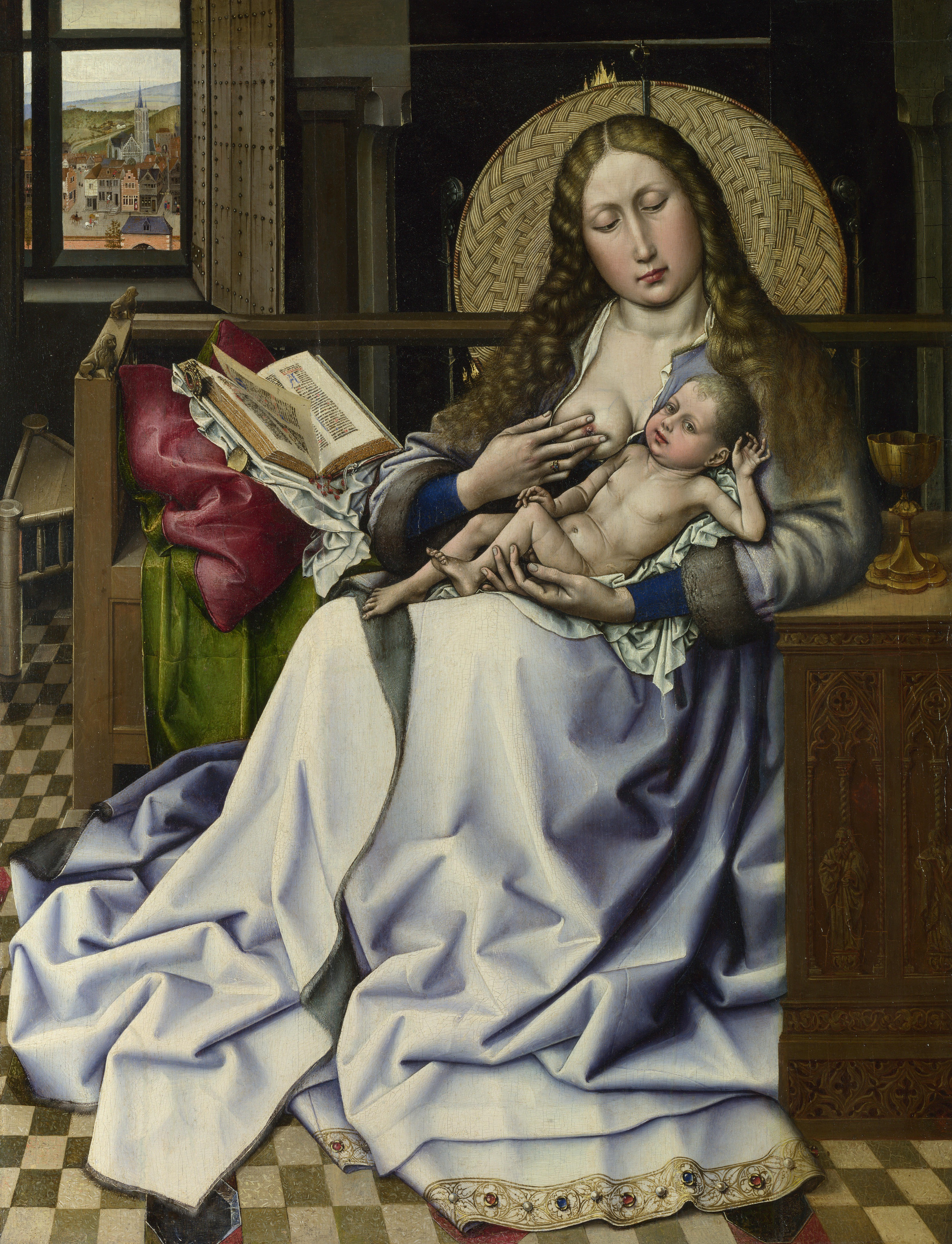
Robert Campin, Mare de Déu amb el Nen a la llar de foc, c. 1430. Galeria nacional, Londres

El treball s'assembla molt a la seva Madonna dempeus de la mateixa època, però també sembla influenciat per l'obra de Robert Campin a les ordres de qui va servir durant el seu aprenentatge. S'assembla especialment a la Mare de Déu amb el Nen a la llar de foc de Campin, de 1430, ara a Londres, i un dels últims treballs de Campin completats abans que Van der Weyden deixés el seu estudi. En ambdues feines la Verge té grans pits, amb els dits els prem per a alimentar el Nen.
Hi ha altres similituds en els trets facials, l'expressió, el color del seu pèl, el seu estil i la seva caiguda, així com en el seu posat. Lorne Campbell atribueix l'obra al taller de Van der Weyden, mentre que John Ward va argumentar el 1968 que la Madonna Thyssen estava feta per Campin i hauria de datar-se el 1435.

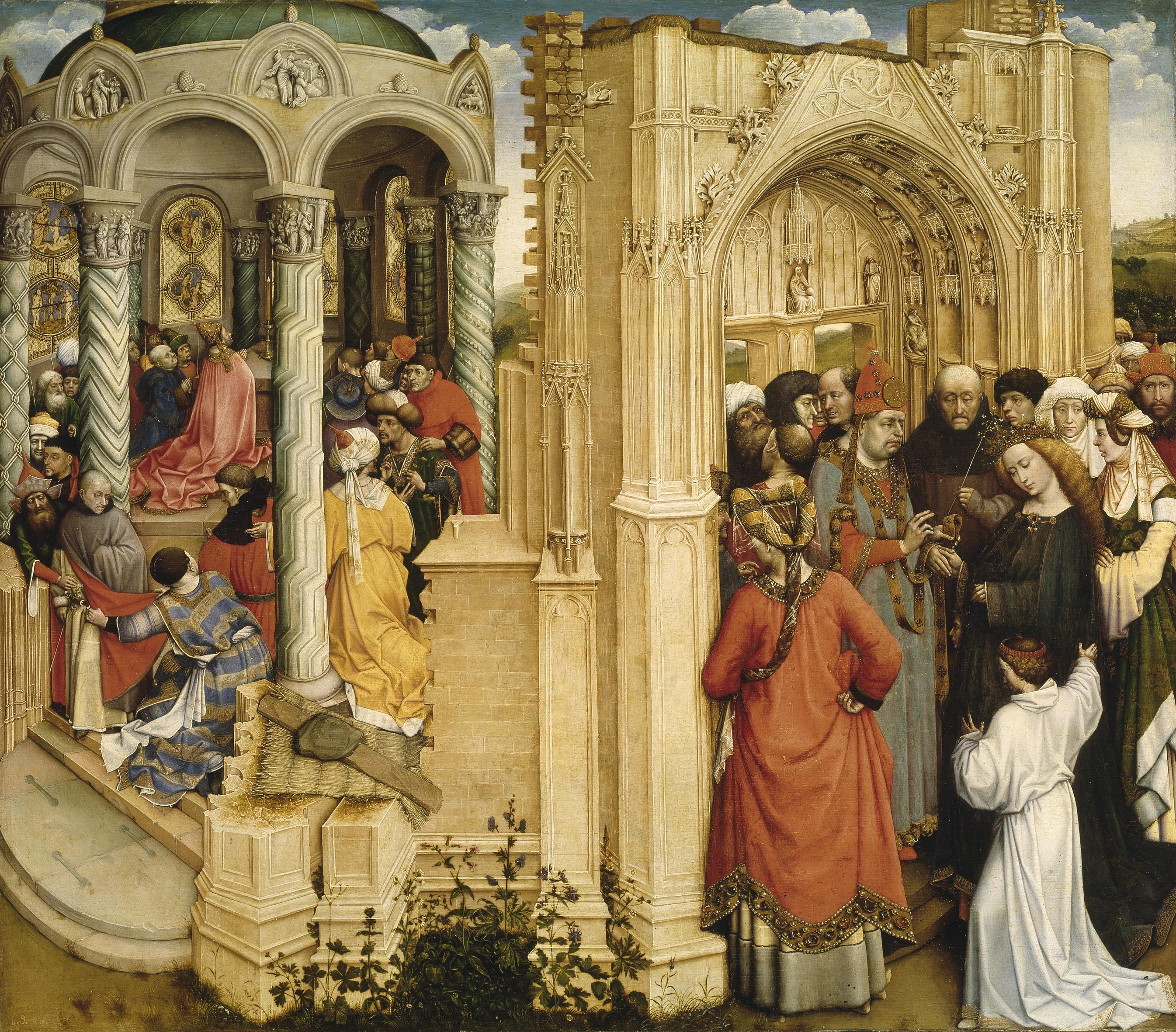
Robert Campin, El Matrimoni de Maria (de vegades conegut com els Desposoris de la Verge). 1420, Museu del Prado.

La tesi de Ward es basa en el fet que la taula Thyssen està aclaparadorament influïda per Campin, mentre que la contemporània i sofisticada Madonna dempeus s'inspira fortament en Van Eyck. Per contra, troba un canvi sobtat i poc probable, mentre assenyala que aquest treball posa de manifest algunes dificultats tècniques que Campin mai va resoldre, especialment en relació amb l'escorç i la posició del cos sota la roba. També assenyala les similituds arquitectòniques amb el Matrimoni de Maria de Campin, encara que això també podria tractar-se d'una influència.

## Datació
Si l'atribució a Van der Weyden és acceptada, llavors la peça va ser completament primerenca en la seva carrera, probablement just després de completar el seu aprenentatge amb Robert Campin. Encara que és molt reeixida i bella, és potser plena d'un simbolisme directe i evident en un estil absent a les seves obres més madures. És una de les tres pintures atribuïdes, totes de la primera etapa, que mostren la Verge i el Nen situats dins d'un enquadrament arquitectònic, envoltats amb figures escultòriques pintades. Les altres dos sent La Madonna dempeus i la -comparativament més simple- però potser més eficaç Madonna Durán de 1435–38.
La figuració escultòrica va esdevenir una marca de les obres madures de Van der Weyden, i se situa pel c. 1435 com el Davallament de Madrid, on les figures de dol es perfilen i adquireixen posats més propis de l'escultura. Erwin Panofsky va identificar aquesta obra i La Madonna dempeus com a peces de l'extensa etapa inicial de Van der Weyden, en la qual també s'enmarquen les taules atribuïdes de petit format. Panofsky va datar ambdós plafons entre 1432–1434, i els va situar en la primera etapa per raons estilístiques, la seva escala quasi de miniatura, i per les evidents influències tant de Campin com de Van Eyck.

## Galeria

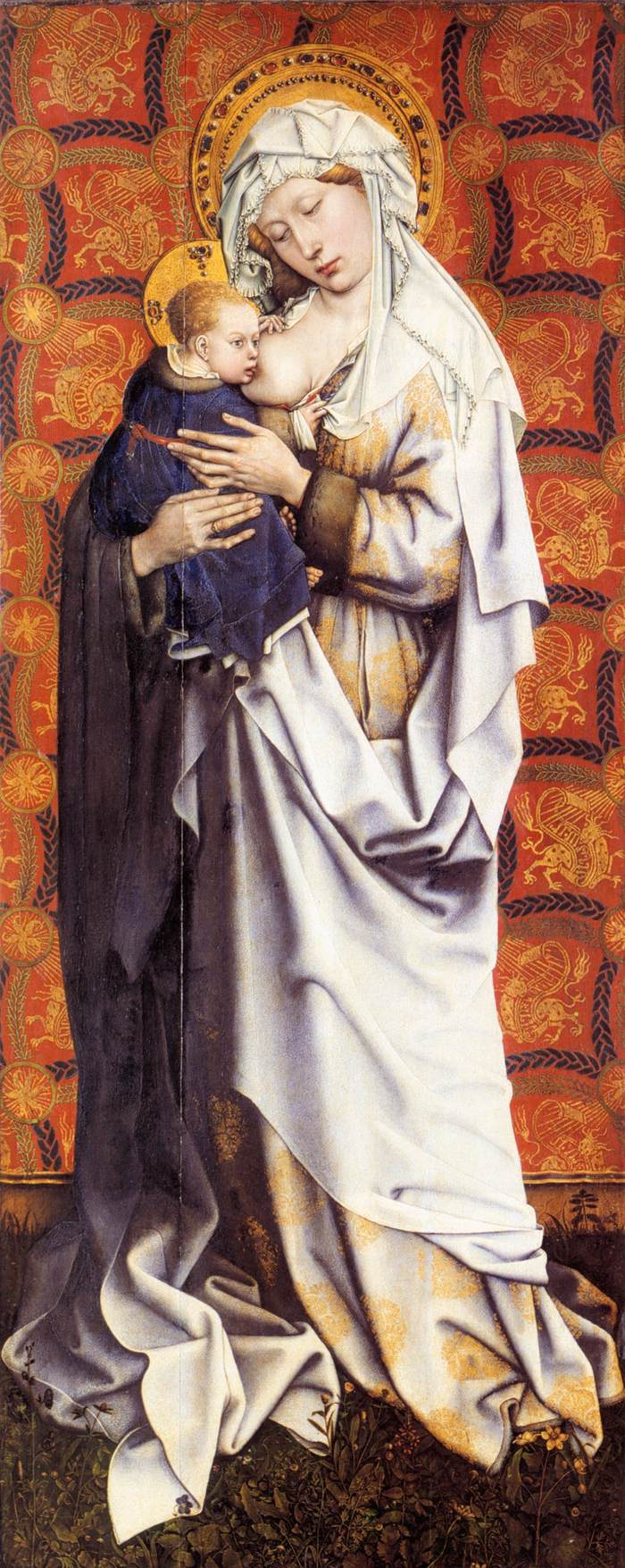
Robert Campin, Verge i Nen, 1410, Frankfurt
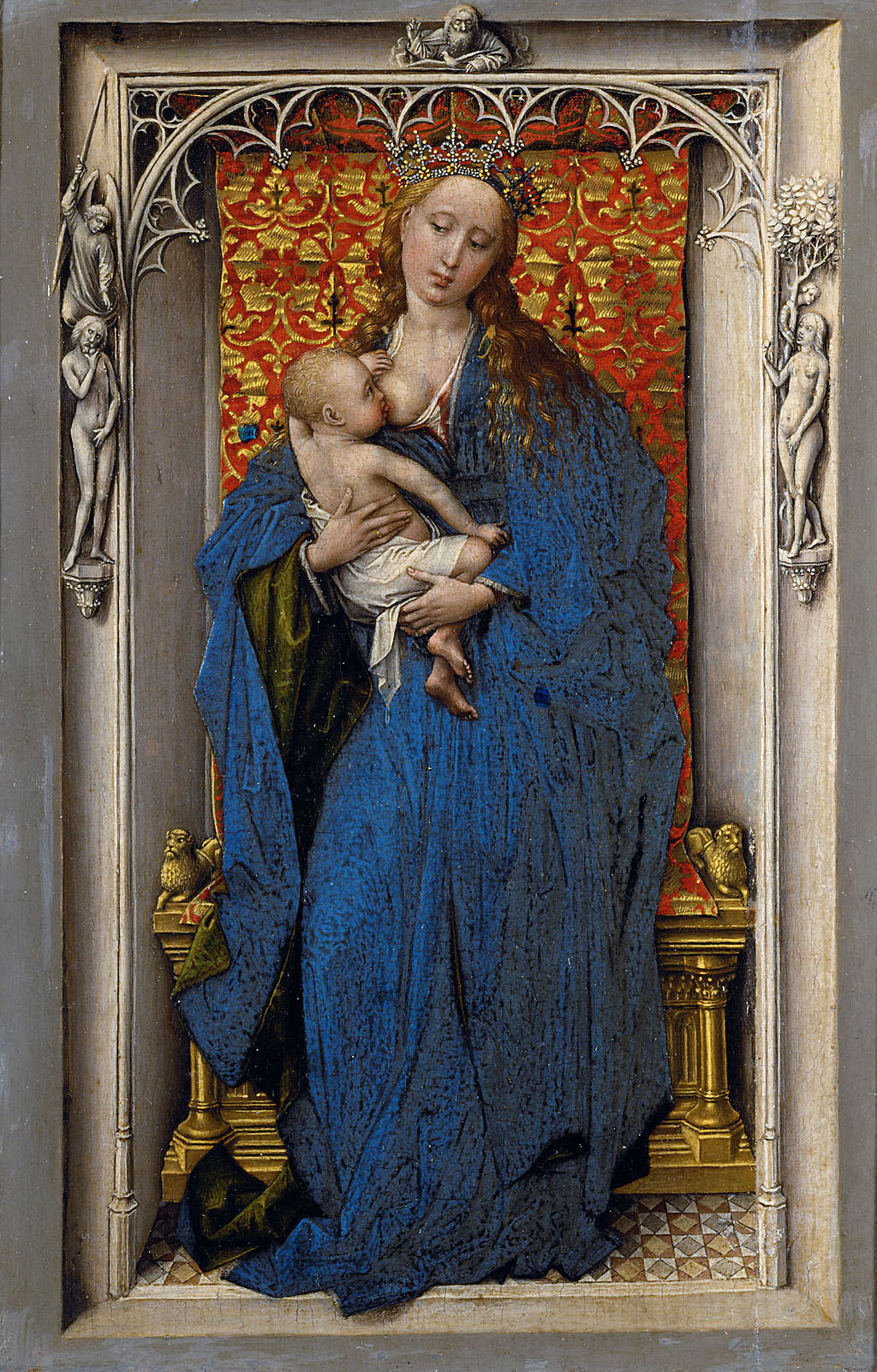
Madonna dempeus, oli sobre taula, circa 1430-1432. Ala esquerra del Díptic de la Marededéu i el Nen dempeus en una fornícula, i Santa Caterina al Kunsthistorisches Museum, Viena